# Peter Nagy
Peter Nagy [peter naď] (* 9. dubna 1959 Prešov) je slovenský popový zpěvák, skladatel, textař, producent, fotograf a rockový interpret, frontman slovenské hudební skupiny Indigo. Se svou kapelou Indigo má od roku 1984 na svém kontě již 17 nahraných alb, první místo v anketě Zlatý slavík v roce 1985, dále jedno druhé a dvě třetí místa v téže anketě.

## Diskografie

### LP

#### Původní
- Chráň svoje bláznovstvá (1984)
- Mne sa neschováš (1985)
- Myslíš na to na čo ja? (1986)
- Ale (1987)
- Šachy robia človeka (1989)
- Finta (1990)
- Jamaica Rum (1991)
- Revolver a Muzika (1993)
- 008 (1996)
- 99 watt (1998)
- Nové Svetlo (2002)
- Labute a havrany (2009)[p 1]
- Petrolej (2021)[1][2]

#### Exportní
- Jockey (1986)

#### Koncertní
- Peter Nagy v Štúdiu S (1987)

#### Výběrová
- Album: 1983 – 1989 (1989)
- Alboom: Best of Peter Nagy (1994)
- Extra: Best of Peter Nagy (1996)
- Extra 2: Piesne o láske a neláske (1997)
- 20 rokov – 20 hitov (2004)
- Peter Nagy duety (2006)
- Peter Nagy GOLD (2006)
- More piesní: Hity a srdcovky (2011)

- Sám s nohami na stole (1991)
- Marcel z malého mesta (1985)

#### Dětská
- Peter, Vašo a Beáta deťom (1987)[p 2]
- Hrajme sa na Petra (1990)
- Peter Nagy a deti (1992)
- Peter Nagy a deti 2 (1996)
- Peter Nagy a deti – výber (1997)

### SP
- Profesor Indigo / Zaliata do skla (1983)
- Už je tu láska / So mnou nikdy nezostarneš (1984)
- Aprílové deti / Vzdávam sa ti (1984)
- Kristínka iba spí (1984)[3][p 3]
- Druhý dych / Reč očí (1985)
- Poďme sa zachrániť / Drozd (1986)
- Nič nezmení môj svet / Život v kufri (1988)
- Lenivý august / Šachy robia človeka (1989)
- Waikiki Raga / Keď sa ženy pobijú (1996)
- Bobi (1996)

### CD-ROM
- Peter Nagy a jeho cesty (1998)

### Knihy
- Musicross (1996) – s Vladimírem Krocem
- Milenci na snehu (2000)
- Book 1 (2008)
- Láskavé piesne (2011)

### Kalendáře
- Intímne obrazy 2005
- Angel Age 2006
- Girl Power 2006
- Angels 2007
- Black & Wild Photos 2007
- Black & Wild Photos 2008
- Black & Wild Photos 2009
- Rum & Choco 2009
- Swans 2010
- Rum & Choco 2011
- Rum & Choco 2012